# Violence sexuelle dans le sport
 (septembre 2021).
- Si vous ne connaissez pas le sujet, laissez ce bandeau (vous pouvez alors contacter les auteurs).
- Si vous supprimez le contenu mis en cause (vous pouvez préalablement contacter les auteurs),

argumentez précisément cette suppression dans la page de discussion
(un manque de référence n'est pas un argument ; une recherche réelle de référence doit avoir été effectuée, être formellement documentée).
Les violences sexuelles dans le sport regroupent l'ensemble des formes de violence sexuelle qui se déroulent en contexte sportif. Ces violences font partie des violences dans le sport. Imposées par menace, surprise et/ou contrainte, elles désignent toute forme d'atteinte à l’intégrité sexuelle d'une personne. Les femmes et les mineurs en sont les principales victimes.

## Les premières affaires
Les premières affaires de violences sexuelles commises dans le monde sportif sont évoquées dans les années 1980-1990. Ce sont d'abord des témoignages dans la presse qui permettent une mise en avant du phénomène avant que le monde scientifique ne s'empare de la problématique.
Todd Crosset est en 1986 le premier chercheur à évoquer cette question, suivi en 1987 par Celia Brackenridge, chercheuse qui s'est ensuite imposée comme l'une des références du sujet. La première étude nationale de prévalence des violences sexuelles dans le sport est réalisée dix ans plus tard au Canada.

## Des facteurs de risque spécifiques
Si, comme tout forme de violence, les violences sexuelles survenues en milieu sportif possèdent une dimension individuelle, Celia Brackenridge a démontré un lien réel entre culture institutionnelle du harcèlement sexiste et de genre dans le sport et survenue des violences sexuelles (sexual exploitation continuum). L'espace sportif apparaît donc comme un espace particulier de survenue de ce type de violences.
Plusieurs espaces ont été identifiés comme particulièrement à risque quant à la survenue de violences sexuelles liées aux pratiques sportives :
- les espaces liés aux tournois internationaux et aux déplacements liées à des compétitions ;
- les vestiaires et les temps de soin médicaux ;
- le véhicule et le lieu d'habitation de l'entraîneur[3],[4],[5].

Au sein de la population sportive, les personnes porteuses de handicap, celles engagées dans le haut-niveau et les minorités ethniques et sexuelles apparaissent comme les plus touchées par ces phénomènes de violences sexuelles,. Le rapport entraîneur(e)/entraîné(e) a lui aussi été pointé du doigt, la relation de travail autour du corps sportif de l'athlète pouvant parfois conduire à ces violences.

## Prévalence par pays

### Les chiffres des violences sexuelles dans le sport international
Comme pour l'ensemble des cas de violences sexuelles, il est difficile d'obtenir des chiffres représentatifs de l'ampleur réelle des violences sexuelles en contexte sportif. Il n'existe en effet pas de consensus définitionnel sur ce qui est caractérisé comme violence sexuelle ou non (la juridiction nationale s'applique et peut différer d'un pays à l'autre), pas plus d'ailleurs qu'il n'existe de protocole de recherche (méthodologie, terminologie) faisant consensus au sein des universités.
Des études réalisées ces dernières années, il ressort un taux de prévalence situé entre 19 et 92% (toute forme de violences sexuelles confondues). Ce taux est de 2% à 49% pour ce qui est des cas d'agressions sexuelles,.

### Les chiffres des violences sexuelles dans le sport français
En France, la première enquête scientifique consacrée au sujet date de 2006. L'équipe de recherche y indique que « près de 8 % des étudiants qui ont répondu à l’enquête déclarent avoir subi une agression d’ordre sexuel en milieu sportif ». Tous les agresseurs sont alors des hommes. Les victimes ont en moyenne 14-15 ans.
Une enquête approfondie est réalisée en 2007-2008 auprès de 1 500 jeunes sportives et sportifs. Le taux de prévalence des agressions sexuelles reste sensiblement le même (7,5%) que lors de l'étude de 2006. Plus largement une personne sur six déclare avoir été victime d'une forme de violence sexuelle (agression sexuelle, harcèlement sexuel et/ou exhibition sexuelle).
Entre février 2020 et février 2021, 387 signalements sont remontés à la cellule ministérielle destinée à la lutte contre les violences sexuelles au sein du ministère des sports (mise en place en 2020), mettant en cause 421 personnes issues de 48 fédérations différentes. La ministre des sports Roxana Maracineanu indique que le nombre d'affaires en cours en septembre 2021 est porté à 533. La cellule ministérielle indique en mars 2022 que, parmi les dossiers qu'elle recense, cela a trait à toutes les fédérations sportives et 73 % des dossiers sont relatifs à la période 2012-2022. Pour la saison sportive 2020-2021, elle dénombre 107 affaires. Les mineurs forment 84 %[précision nécessaire] des victimes des violences. À partir de septembre 2021, les bénévoles sont soumis à un contrôle d'honorabilité.

## Quelques affaires notables

### En France

#### Affaire dite des lanceurs de marteau (1991)
En 1991, Catherine Moyon de Baecque est la première à porter plainte pour violences sexuelles en contexte sportif. Elle dénonce un viol collectif survenu à l'occasion d'un stage national de l'équipe de France d'athlétisme en 1991. Elle raconte son histoire dans un ouvrage paru en 1997 et intitulé La médaille et son revers.

#### Affaire de Camaret (2007)
En 2007, un nouveau scandale majeur retentit avec la dénonciation des crimes commis par Régis de Camaret. Isabelle Demongeot, ex-numéro 1 du tennis féminin français se rend auprès de la justice pour porter plainte pour viol contre son ancien entraîneur. Elle raconte les faits dans l'ouvrage Service volé (2007). La ministre des sports et de la santé de l'époque, Roselyne Bachelot, commande alors la première enquête nationale étudiant la prévalence des violences sexuelles en contexte sportif.

#### EnquêteDiscloseet affaire Beyer (2020)
En décembre 2019, des journalistes du média Disclose publient une large enquête dénonçant les violences sexuelles dans le sport français et la persistance de nombreuses failles dans le traitement de ces affaires. Le reportage créé une première onde de choc. Quelques semaines plus tard, c'est au tour de Sarah Abitbol, ancienne patineuse internationale française de prendre la parole pour dénoncer les viols qu'elle a subis dans son adolescence par son ancien entraîneur Gilles Beyer. Elle publie Un si long silence chez Plon. Ces deux affaires entraînent une série de dénonciations dans de nombreuses disciplines : la démission du président de la fédération française des sports de glace (FFSG) Didier Gailhaguet, la nomination d'une déléguée interministérielle à la lutte contre les violences sexuelles dans le sport, Fabienne Bourdais et la mise en place d'une cellule de signalements et de traitement des violences sexuelles au sein du ministère des sports, intitulée Signal-Sports.
D'autres affaires ont eu un certain retentissement dans la presse française comme les affaires Michel Mérel (moto-cross), Christophe Millet (natation), Loïc Caudal (équitation) ou encore les témoignages d'Anne-Line Rolland et d'Amélie Quéguiner.

### À l'international
Avec plus de 350 victimes, Larry Nassar ancien médecin de l'équipe olympique américaine de gymnastique est le pédocriminel ayant fait le plus de victimes de l'histoire des États-Unis. L'ancienne gymnaste olympique Rachel Denhollander est la première a initier ce mouvement de révélations en livrant son témoignage le 13 septembre 2016 au Indianapolis Star. Le documentaire Team USA  : Scandale dans le monde de la gymnastique revient notamment sur cette affaire.
En 2016, une série de révélation a également lieu dans le football britannique. Andy Woodward lance ce mouvement en dénonçant dans un article du Guardian publié le 16 novembre les violences sexuelles qu'il a subies par son ancien entraîneur Barry Bennell. Parmi les centaines de victimes qui témoignent en fin d'année 2016, la figure de Paul Stewart, ancien joueur de l'équipe nationale reste un témoignage marquant. Les années suivantes, d'autres sportifs témoignent des violences sexuelles subies dans le milieu du sport.

## Lutte contre les violences sexuelles dans le sport

### En France
En plus des dispositifs législatifs et judiciaires, des actions et dispositifs de sensibilisation, prévention et lutte contre les violences sexuelles sont mis en place.
Si, en 2017, la ministre des sports, Laura Flessel — surprenant au passage nombre de personnes — disait à propos des violences sexuelles : « il n'y a pas d'omerta dans le sport », la ministre des sports qui lui a succédé, Roxana Maracineanu, annonce dès 2018 que si, il y a bien une omerta sur le sujet dans le sport.
Le ministère des sports a créé une cellule ministérielle destinée au suivi des violences sexuelles dans le sport en 2020, puis a lancé en juin 2021 un plan de prévention des violences sexuelles. D'autres instances publiques mènent aussi des actions dans ce sens. Dans les années 2020, la Ligue de football mène des actions de sensibilisation. Le 18 janvier 2022, le Comité national olympique et sportif français (CNOSF) met en place en son sein une commission de lutte contre les violences sexuelles et les discriminations dans le sport.